# Legion (Dämon)

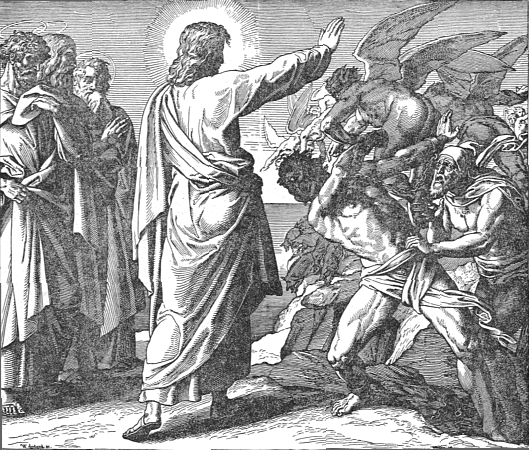
Illustration von Julius Schnorr von Carolsfeld, 1860

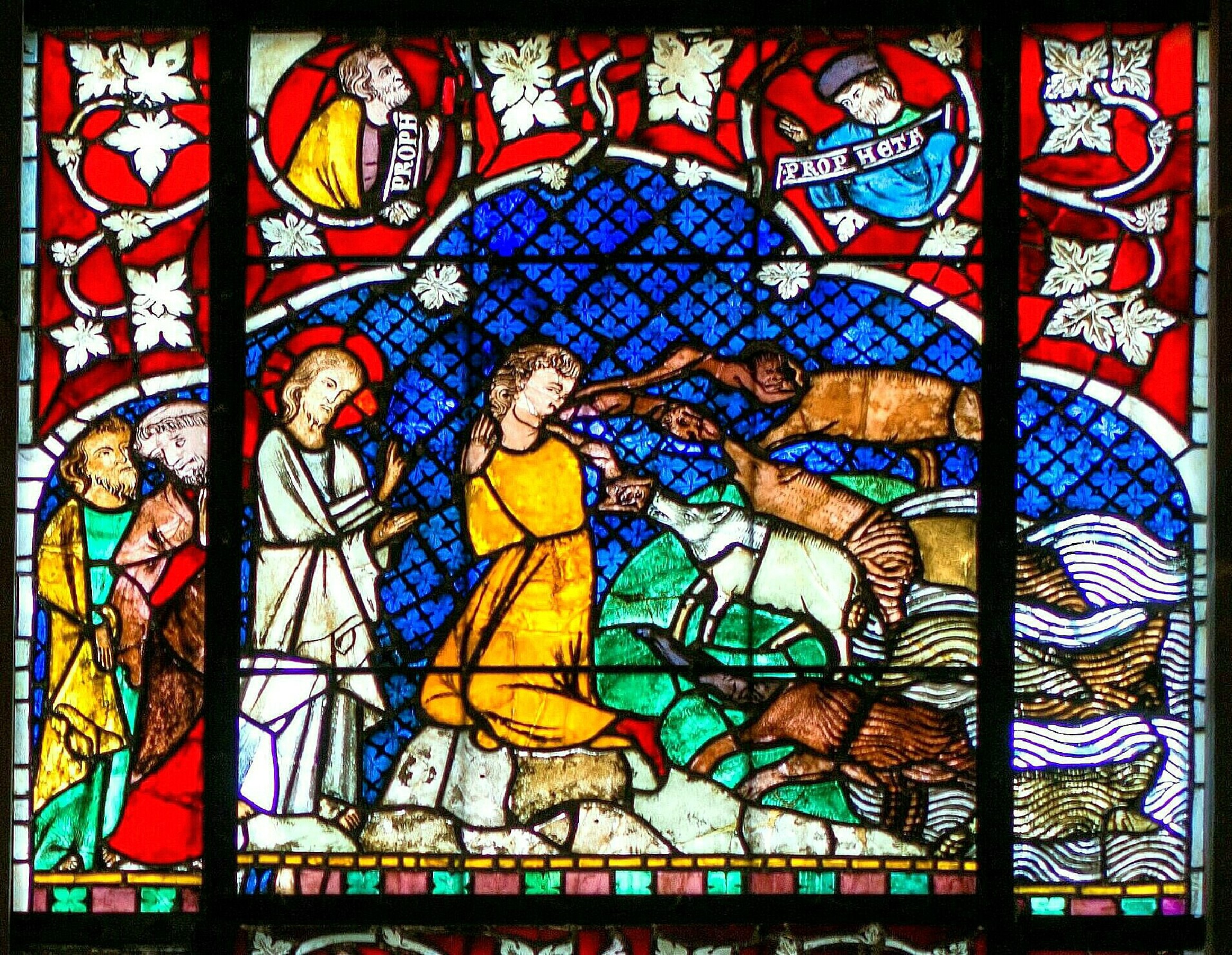
Straßburger Münster, Glasmalerei (14. Jahrhundert)

Legion (altgriechisch Λεγιών, seltenere Textvariante: Λεγεών Legeon), auch der Dämon von Gadara, oder übersetzt Viele, bezeichnet eine im Neuen Testament der Bibel erwähnte dämonische Erscheinung. In den Evangelien nach Markus und Lukas wird ein Mann beschrieben, besessen von vielen Dämonen. Im Gegensatz dazu berichtet das Evangelium nach Matthäus von zwei Besessenen, außerdem wird nicht der Name „Legion“ verwendet.

## Die Geschichte
Nach der biblischen Erzählung über die Heilung des (bzw. der) Besessenen von Gerasa, die auch als „Schweineperikope“ oder „Schweineepisode“ bezeichnet wird, bereiste Jesus „das Gebiet von Gadara“ (laut Matthäus, in Markus und Lukas „das Gebiet von Gerasa“, allerdings liegt nur Gadara nahe beim See Genezareth), traf dort den/die Besessenen und sprach mit den Dämonen.
Im Evangelium nach Markus ist zu lesen:
Und er fragte ihn: Was ist dein Name? Und er spricht zu ihm: Legion ist mein Name, denn wir sind viele. (Markus 5,9 )
Ähnlich im Evangelium nach Lukas:
Jesus fragte ihn: Wie heißt du? Er antwortete: Legion. Denn er war von vielen Dämonen besessen.  (Lukas 8,30 )
Die Dämonen identifizieren Jesus als „Sohn Gottes“ und bitten ihn, sie nicht in die bodenlose Tiefe „abyssos“ (Lukas 8,31 ) zu schicken. In Markus 5,10 wird hingegen das griechische Wort chora verwendet, das mit ‚Gegend‘ übersetzt wird, aber auch einen leeren Raum beschreiben konnte. Tatsächlich steht in den griechischen Urtexten kein Wort für das Jenseits, wie zum Beispiel sheol, Gehenna, Hades oder Tartaros.
Jesus trieb die Dämonen aus (Apopompe) und kam gleichzeitig ihrer Bitte nach: Er erlaubte ihnen, in eine Schweineherde einzufahren. Die 2000 Schweine stürmten daraufhin in den See Genezareth, wo sie ertranken. Die Schweinehirten flohen und erzählten das Vorkommnis in der Stadt, woraufhin die Bürger den Geheilten und Jesus aufsuchten, „sich fürchteten“ und Jesus baten, ihr Gebiet der Dekapolis zu verlassen. Der Geheilte wollte sich Jesus anschließen, aber Jesus schickte ihn aus, diese Geschichte bekannt zu machen.

## Niederschlag in der Popkultur (Auswahl)
- William Peter Blattys Romanvorlage zu Der Exorzist III trägt den Namen Legion.
- Seit 1997 tritt Legion häufig als Antagonist in der Videospielreihe Castlevania auf,[3] zumeist als Bossgegner. Dabei hat Legion in der Regel die Gestalt einer schwebenden Masse aus kaum voneinander unterscheidbaren humanoiden Körpern, die an Untote erinnern.
- In der Comicverfilmung Ghost Rider nennt sich der Charakter Blackheart selbst Legion, nachdem er am Ende des Films 1000 Seelen absorbiert hat. Er verwendet auch die Worte „… denn wir sind viele.“
- Der Endgegner des Videospiels Shadow Man aus dem Jahr 1999 heißt Legion. Er benutzt häufig die Phrase „Denn unser sind viele“; es wird innerhalb des Spiels auch auf die Bibelstelle Markus 5,9 verwiesen.
- Die deutsche Band Tocotronic veröffentlichte 2007 auf ihrem Album Kapitulation den Song Wir sind viele mit der Textzeile „Wir sind viele / Unser Name ist Legion“.
- Der Song Ich bin viele der deutschen Metal-Band Eisregen enthält die Zeile „Denn ich bin viele, mein Name ist Legion“.
- Der Song Legion der schwedischen Power-Metal-Band Hammerfall beinhaltet die Textzeile „My name is Legion, for we are many spirits inside of one“.
- Der Song Fürst der Finsternis des deutschen Musikprojekts E Nomine beinhaltet die Textzeile „Mein Name ist Legion, denn wir sind viele“.
- Ein Charakter in der Videospielreihe Mass Effect nennt sich selbst Legion. Er zitiert aus der Bibel: „I am Legion, for we are many“ und findet den Namen passend, da er die repräsentierende Gestalt eines Kollektivs aus tausenden KIs ist.
- Das Motto des Internetphänomens Anonymous beginnt mit: „Wir sind Anonymous. Wir sind Legion/viele.“
- In der Folge Auf Erden wie in der Hölle (S2E11) der Fernsehserie Salem gibt sich der Dämon, von welchem Mary Sibleys Sohn John besessen ist, als „Legion“ zu erkennen.
- In der Serie Riverdale ist der Dämon der Hauptbösewicht der 6. Staffel.
- Im Videospiel Command and Conquer 3: Kanes Wrath tritt eine KI mit dem Namen Legion auf. Sie besteht aus Bruchstücken einer Alien-KI und ihrem Vorgänger Kabal. Erbaut wurden beide KIs von Kane/Kain, dem biblischen Brudermörder.
- Die Textstelle aus Lukas (Kapitel 8 Verse 32–36) wurde von Dostojewski in Die Dämonen als Motto verwendet.[4]
- Mein Name ist Legion (OT: My Name is Legion) ist der Titel einer Science-Fiction-Anthologie von  Roger Zelazny, ISBN 3-404-21133-2.